# إيان براون (دراج)
إيان براون (بالإنجليزية: Ian Browne) هو دراج أسترالي، ولد في 22 يونيو 1931 في ملبورن في أستراليا.

## وصلات خارجية
- إيان براون على موقع أرشيف الدراجات (الإنجليزية)
- إيان براون على موقع أوليمبيديا (الإنجليزية)
- إيان براون على موقع اللجنة الأولمبية الأسترالية (الإنجليزية)